# Karsten Friedrich Hoppenstedt
Karsten Friedrich Hoppenstedt este un om politic german, membru al Parlamentului European în perioada 2004-2009 din partea Germaniei.
1. 1 2  Deputații în Parlamentul European